# 과밀억제권역
과밀억제권역은 대한민국의 수도권정비계획법 시행령 별표 1에 의거하여 분류되는 지역이다. 

## 범위
- 서울특별시
- 인천광역시(강화군, 옹진군, 서구 대곡동ㆍ불로동ㆍ마전동ㆍ금곡동ㆍ오류동ㆍ왕길동ㆍ당하동ㆍ원당동, 인천경제자유구역(경제자유구역에서 해제된 지역을 포함) 및 남동 국가산업단지는 제외한다)
- 의정부시
- 구리시
- 남양주시(호평동, 평내동, 금곡동, 일패동, 이패동, 삼패동, 다산동, 수석동, 지금동 및 도농동만 해당한다)
- 하남시
- 고양시
- 수원시
- 성남시
- 안양시
- 부천시
- 광명시
- 과천시
- 의왕시
- 군포시
- 시흥시[반월특수지역(반월특수지역에서 해제된 지역을 포함한다)은 제외한다]